# Spisak filmova Marvelovog filmskog univerzuma
Filmovi Marvel Filmskog Univerzuma (MCU) su američka serija superheroj filmova, zasnovanih na likovima koji se pojavljuju u publikacijama Marvel stripova. Filmovi su u produkciji od 2007. godine, a u to doba Marvel Studios je proizveo 19 filmova, sa još 13 u različitim fazama proizvodnje. Serija је ukupno инкасирала preko 16,4 milijarde dolara na globalnom nivou, što ga čini najvećom franšizom filma svih vremena.
Kevin Feig je proizveo svaki film u Marvel Filmskom Univerzumu. Avi Arad je bio producent na dva izdanja iz 2008. godine, Gejl Ane Hurd je takođe producirala Neverovatnog Hulka i Ami Paskal je producirala filmove Spajdermen. Filmove pišu i režiraju različiti pojedinci. Mnogi glumci, uključujući Roberta Dauni Juniora, Krisa Evansa, Krisa Hemsvorta, Samjuela L. Džeksona i Skarlet Džonson, potpisali su ugovore kao zvezde u brojnim filmovima.
Prvi film u Marvel Filmskom Univerzumu bio je Ajronmen (2008), koji je distribuirao Paramaunt Pikčers. Paramaunt je takođe distribuirao Ajronmena 2 (2010), Tor (2011) i Kapetan Amerika  Prvi Osvetnik (2011), dok su Univezal Pikčers distribuirali Neverovatnog  Hulka (2008). Volt Dizni Studios Moušn Pikčers počeo je distribuirati filmove sa filmom Osvetnici,   koji je završio prvu fazu franšize. Faza dva uključuje Ajronmen 3 (2013), Tor Mračni Svet (2013), Kapetan Amerika Zimski Vojnik (2014), Čuvari Galaksije (2014), Osvetnici Era Altrona (2015) i Čovek-mrav (2015) .
Kapetan Amerika građanski rat (2016) je prvi film u trećoj fazi franšize, a sledi ga Doktor Strejndž (2016), Čuvari Galaksije Vol. 2 (2017), Spajdermen Povratak Kući (2017), Tor Ragnarok (2017), Crni Panter (2018), Osvetnici Rat beskraja (2018), Čovek-mrav i Osa (2018) Kapetan Marvel (2019), i film Osvetnici:Kraj igre (2019). Soni Pikčers distribuira filmove Spajdermen, koje oni i dalje poseduju, finansiraju i imaju konačnu kreativnu kontrolu.
Nastavak Spajdermena (Daleko od kuće) izašao je 2019. Premijera Crne udovice predviđena je za 2021. a u planu su i filmovi: Eternals (2021), Shang-Chi and the Legend of the Ten Rings (2021),  Doctor Strange in the Multiverse of Madness (2022),  Thor: Love and Thunder (2022), Black Panther II (2022).
Feig je naznačio da Marvel može napustiti faznu grupu nakon završetka treće faze.

## Sadržaj
- Faza 1
  - 1.1 Ajronmen (2008)
  - 1.2 Neverovatni Hulk (2008)
  - 1.3 Ajronmen 2 (2010)
  - 1.4 Tor (2011)
  - 1.5 Kapetan Amerika: Prvi Osvetnik (2011)
  - 1.6 Marvelovi Osvetnici (2012)
- Faza 2
  - 2.1 Ajronmen 3 (2013)
  - 2.2 Tor: Mračni svet (2013)
  - 2.3 Kapetan Amerika: Zimski Vojnik (2014)
  - 2.4 Čuvari Galaksije (2014)
  - 2.5 Osvetnici: Era Altrona (2015)
  - 2.6 Čovek-mrav (2015)
- Faza 3
  - 3.1 Kapetan Amerika: Građanski Rat (2016)
  - 3.2 Doktor Strejndž (2016)
  - 3.3 Čuvari Galaksije Vol. 2 (2017)
  - 3.4 Spajdermen: Povratak Kući (2017)
  - 3.5 Tor: Ragnarok (2017)
  - 3.6 Crni Panter (2018)
  - 3.7 Osvetnici: Rat Beskraja (2018)

## Faza jedan
| Filmovi                        | SAD datum izlaska | Režiseri       | Scenaristi                                           | Producenti                           |
| ------------------------------ | ----------------- | -------------- | ---------------------------------------------------- | ------------------------------------ |
| Ajronmen                       | 2. мај 2008.      | Džon Favreu    | Mark Fergus & Haukk Ostbi i Art Markum & Mat Holovej | Avi Arad i Kevin Feig                |
| Neverovatni Hulk               | 13. јун 2008.     | Luis Leterijer | Zak Pen                                              | Avi Arad, Gejl Ane Hurd i Kevin Feig |
| Ajronmen 2                     | 7. мај 2010.      | Džon Favreau   | Džastin Theroks                                      | Kevin Feig                           |
| Tor                            | 6. мај 2011.      | Kenet Branag   | Ešli Edvard Miler & Zak Stenc and Džon Pejn          | Kevin Feig                           |
| Kapetan Amerika: Prvi Osvetnik | 22. јул 2011.     | Džo Džonston   | Kristofer Markus & Stefan Mekfeli                    | Kevin Feig                           |
| Marvelovi Osvetnici            | 4. мај 2012.      | Džoš Vedon     | Džoš Vedon                                           | Kevin Feig                           |

AJRONMEN (2008)
Milioner i industrijalac Toni Stark gradi sebi oklopno odelo  nakon što ga teroristička organizacija uhvati i zarobi. Oslobođen je od svojih otmičara i odlučuje da nadogradi i pokloni svoje oružje vojsci kako bi sprečio prodaju oružja na crnom tržištu.
Avi Arad, obezbedio je rano finansiranje i napravio Ajronmena i Neverovatnog Hulka,
U aprilu 2006. godine. Marvel je zaposlio Džona Favreu kao producenta za Ajronmena, sa timom:Art Markum, Mat Holovej, Mark Fergus i Hok Ostbi koji su napisali čitav scenario. Favreu je sve sjedinio u jedan scenario, koji je kasnije uredio Džon August. Robert Dauni Junior je izabran za glavnu ulogu u septembru 2006. Godine, Nakon što je pustio bradu I počeo da ubeđuje filmske stvaraoce da je baš on za tu ulogu. Prvi kadar je zvanično počeo da se snima 12. marta 2007. godine. Prvih nekoliko nedelja potrošili su na Starkovo zarobljeništvo u Avganistanu, koje je snimano u Inou Kantri (Kalifornija). Produkcija je obuhvatala Hjuges Kompaniju istočne scene u Plaja Vista (Los Anđeles, Kalifornija). Sa dodatnim snimanjem u Edvarc Eijr Fors Bejz I Cezars Palas u Las Vegasu (Nevada). Ajronmen je premijerno prikazan u Greter Junion teatru u Džordž Ulici, u Sidneju, 14 aprila 2008. godine a svetsku premijeru je imao 30. aprila i 2. maja u Severnoj Americi. Film se završava sa scenom Samjuel L. Džeksona kao Nika Fjuria, koji poziva Starka radi početka inicijative Osvetnika. U pozadini se takođe vidi štit Kapetana Amerike.
NEVEROVATNI HULK (2008)
Nakon izlaganja gama radijaciji zbog kojih se promenio u čudovište Hulk, naučnik Brus Bener izoluje sebe od svoje ljubavi Beti Ros. Lovljen od strane vojske, Bener traga za lekom kako bi se izlečio da ne bi postao oružje. U januaru 2006. godine Marvel traži povraćaj prava za filmskog karaktera Hulka od Univerzal Pikčersa nakon neuspeha da naprave nastavak Hulka producenta Ag Lia iz 2003.godine. Univerzal zadržava prava za buduće Hulk filmove. Umesto da krenu napred sa nastavkom Marvel unajmljuje Luis Letirera kao producenta za Neverovatnog Hulka koji počinje sve iz početka. Scenario je napisao Zek Pen koji je je bio zadužen za film iz 2003.godine. U aprilu 2006.godine Edvard Norton počinje pregovore kako bi pokazao Brusa Benera i Penov prepravljen scenario. Produkcija počinje 9. jula 2007.godine i snimanje je prvobitno smešteno u Toronto, uz dodatno snimanje u Nju Jorku I Rio de Ženeiru. Film je premijerno pušten u Gibsonovom Amfiteatru 6. i 13 juna 2008. godine.
AJRONMEN 2 (2010)
Nakon što je Toni Stark otkrio da je on Ajronmen, Američka vlada zahteva da preda svoju tehnologiju. Međutim industrijalac protivnik i ruski naučnik kuje zaveru da koristi opremu protiv njega. Odmah nakon uspešnog izlaska Ajronmena 2008.Marvel studio najavljuje da je u izradi nastavak
Ajronmen 2. Favreu se vraća kao režiser a Džastin Teroks je unajmljen za pisanje scenarija koji će biti baziran na originalnoj priči od Favrea i Donija. U oktobru 2008. Dauni je potpisao novi četvorociklični ugovor, koji je retroaktivno uključio i prvi film, kako bi ponovio svoju ulogu, a Don Čedli je angažovan da zameni Terensa Hovarda kao Džejmsa Roudsa. Džekson je potpisao kako bi dobio ulogu Nika Fjurija iz Ajronmena. Skarlet Džonson je izabrana za ulogu Crne Udovice, kao deo posvećenosti za više filmova. Prva zvanična fotografija je iz 2006. godine, u aprilu, u Pasadini (Kalifornija). Najveći deo snimanja je održan u studiju koji se nalazi na Menhetnu (Kalifornija). Ostale lokacije su uključivale I Edvarc Eir Bejz, Monako i Sepulveda Dam. Ajronmen 2 je premijerno prikazan u El Kapiten teatru u Los Anđelesu 26. aprila, 2010. godine  a kasnije širom sveta 28. aprila i 7. maja u Severnoj Americi. Film se završava sa scenom u kojoj se pojavljuje Torov čekić u krateru.
Džon Favreu, direktor Ajronmena i Ajronmena 2, pomogli su u uspostavljanju koncepta zajedničkog univerzuma uz uključivanje Samjuela L. Džeksona na poslednju scenu prvog filma. 
TOR (2011)
Tor, kraljevski princ Asgarda, proteran na Zemlju nakon sto su mu oduzete moći. Dok njegov brat Loki uzima presto. Tor mora da se dokaze kako bi povratio svoj čekić Mjolnir. Mark Protosevič bio je unajmljen da napiše scenario za Tora u Aprila 2006.godine, nakon sto su dobili prava od Soni Pikčersa. U augustu 2007.godine Marvel zapošljava Matjuva za režisera, koji napušta projekat u maju 2008.godine. U septembru 2008, Kenet Branag počinje pregovore kako bi zamenio Vaug.U maju 2009, Kris Hemsvorth je izabran za glavnu ulogu, a Tom Hidelston će igrati njegovog brata Lokija. Marvel unajmljuje tim za pisanje scenarija Ašli Edvard Milner I Zek Stenc. Produkcija počinje 11 januara,2010.godine u Los Anđelesu, Kalifornija pre nego što su se premestili  u Novi Meksiko u Martu. Tor je doživeo svetsku premijeru 17 Aprila 2011. godine u El Cinemas teatru u Sidneju, a u SAD premijera je bila 2 Maja u El Kapitan teatru u Los Anđelesu, Kalifornija.
KAPETAN AMERIKA PRVI OSVETNIK (2011)
Stiv Rodžers se 1942. smatra fizički nespremnim da se angažuje u američkoj vojsci da bi se borio protiv nacista u Drugom svetskom ratu.Obučen za tajnu vojnu operaciju, on se fizički pretvara u super-vojnika po imenu Kapetan Amerika I mora da se bori protiv Crvene Lobanje, glave nacističke naučne podele poznate pod nazivom Hidra.Aprila 2006, Marvel je angažovao Davida Selfa da napiše scenario za film Kapetan Amerika.Džo Džonston je potpisao u Novembru 2008.  a  Kristofer Markus I Stefan Mekfel su angažovani da prepisuju scenario. 15 Marta 2010. Kris Evans je bio izabran za ulogu Kapetana a Hugo Veving kao Crvena Lobanja. Produkcija je počela 28 Juna 2010. Godine u Velikoj Britaniji , sa lokacijama u Londonu , Karvent, Mančesteru I Liverpulu. Film je premijerno  prikazan 19 Jula 2011. Godine  u pozorištu El Kapiten u Los Anđelesu, kalifornija I pušten je u Severnoj Americi 22 Jula , a međunarodnim tržištima od 27 Jula.
MARVELOVI OSVETNICI (2012)
Nik Fjuri, direktor Šilda unajmljuje superheroje Ajronmena, Tor, Kapetana Ameriku, Hulka, Crnu Udovicu I Hokaja da se bore protiv Torovog brata Lokija koji planira da zauzme planetu Zemlju. Zak Pen koji je napisao scenario za Hulka je unajmljen da napiše scenario za Osvetnike u Juju 2007. U aprilu 2010. Džoš Veldon sklapa dogovor režira filim i počinje po Penovom scenariju. Marvel objavljuje da Edvard Norton neće ponoviti ulogu Brusa Benera/Hulka. U julu 2010. godine , Mark Rufalo preuzima njegovo mesto.Dovni, Evans, Hemsvort, Džonson, Rener, Hidlston I Džekson će reprizirati svoje uloge iz prošlih filmova. Prvo snimanje je počelo u Aprilu 2011 u Novom Meksiku. Pre nego sto su se premestili u Klivlend, Ohajo u Augustu I Nju Jorku u Septembru. Premijera je bila 11 Aprila u El Kapitanu u Los Anđelesu, Kalifornija, a film je u Severnoj Americi bio prikazan 4. Maja. Film se završava scenom u kojoj se pojavljuje super zlikovac Tanos.

## Faza Dva
| Filmovi                        | SAD datum izlaska | Režiseri          | Scenaristi                                         | Producenti |
| ------------------------------ | ----------------- | ----------------- | -------------------------------------------------- | ---------- |
| Ajronmen 3                     | 3. мај 2013.      | Šejn Blek         | Druv Pirs i Šejn Blek                              | Kevin Feig |
| Tor: Mračni Svet               | 8. новембар 2013. | Alan Tejlor       | Kristofer Jost i Kristofer Markus & Stefan MekFili | Kevin Feig |
| Kapetan Amerika: Zimski Vojnik | 4. април 2014.    | Antoni i Džo Ruso | Kristofer Markus & Stefan Mekfil                   | Kevin Feig |
| Čuvari Galaksije               | 1. август 2014.   | Džejmes Gan       | Džejmes Gan i Nikol Perlman                        | Kevin Feig |
| Osvetnici : Era Altrona        | 1. мај 2015.      | Džoš Veldon       | Džoš Veldon                                        | Kevin Feig |
| Čovek-mrav                     | July 17, 2015     | Pejton Rid        | Edgar Vrajt & Džo Korniš i Adam Mekaj & Paul Rud   | Kevin Feig |

AJRONMEN 3 (2013)
Toni Stark suočava se sa strašnim neprijateljem, Mandarinom, koji ga napada I uništava mu vilu. Ostavši bez svoje opreme suoči se sa postraumatičnim stresom. Stark se bori kako bih okončao seriju nepoznatih eksplozija.
Kevin Feige je proizveo svaki film u Marvel Filmskom Univerzumu.
U drugoj polovini 2010.godine Marvel I Dizni su objavili da je u izradi treći deo Ajronmena. U februaru 2011.godine Marvel zapošljava Šejn Blek kao režisera za Ajronmena 3. Blekova piše scenario zajedno sa Druv Pirsom. Dovni , Paltrov I Čedli obnoviće svoje uloge iz Aironmena 2, dok su se Gaj Pirs I Ben Kigsli pridružuju ekipi kao Aldrič Kilijan I Trevor Slateri. Snimanje je počelo u maju 2012.godine u Severnoj Karolini. Dodatno snimanje je bilo smešteno u Južnoj Floridi, Kini I Los Anđelesu. Ajronmen 3 premijerno je prikazan u Le Gran Reksu u Parizu, Francuska 14. aprila  2013. I u El Kapitan pozorište u Los Anđelesu, Kalifornija 24. Aprila. Film je bio pušten internacionalno 25. Aprila i SAD 3. maja. Film je pušten u 2013. Nakon dešavanja I iz Osvetnika. U filmu Toni Stark doživljava simptome od PTSP nakon bitke za Nju Jork u Osvetnicima.
TOR MRAČNI SVET (2013)
Tor se ponovo udružuje sa astrofizičarkom Džejn Foster kroz niz portala koje se nasumično povezuju. On otkriva Malekit I vojsku Mračnih Elfova koji se vraćaju posle hiljadu godina, I u potrazi su za tajnim oružjem zvanom Itr. Tor mora da se pridruži snagama sa svojim novo zatvorenim bratom Lokijem da bi ga zaustavili. Nastavak Tora je prvo najavljen za 2011. u junu, Hemsvort je obnovio svoju ulogu kao Tor. Hidelston je potvrdio da se vraća kao Loki u septembru I Alan Tejlor je potpisao kao režiser za film u decembru. Film je nazvan I proglašen kao Tor Mračni svet u julu 2012. u San Diegu na Komik Kon I Kristofer Ekleston koji je izbran za ulogu Melekita mesec dana kasnije. Produkcija počela u septembru 2012. u Burme Vudu, Surej, sa dodatnim snimanjem na Islandu I Londonu. Film je premijerno pušten u Odeon Lester Skveru u Londonu 22 oktobra 2013. Internacionalno je pušten 30. oktobra 2013. i 8. Novembra u Severnoj Americi.
KAPETAN AMERIKA : ZIMSKI VOJNIK
Stiv Rodžers sada radi Šildom u timu sa Natošom Romanof/Crna Udovica I Semom Vilsonom/Falkon kako bi otkrili zaveru u koju je umešan tajanstveni ubica poznat kao Zimski Vojnik. Nastavak 2011. Kapetana Amerike Prvog Osvetnika koji je bio proglašen u aprilu 2012. Godine . Antoni I Džo Ruso bili su zapošljeni kao režiseri u Junu, a u Julu se bio zvanično nazvao Kapetan Amerika Zimski Vojnik. Evans I Džekson bili su postavljeni da repriziraju svoje stare uloge kao Kapetan Amerika I Nik Fjuri a Džonsonova je bila ponovo Crna Udovica. Sebastijan Stan kao Baki Barns iz Kapetana Amerike Prvog Osvetnika vraća se kao Zimski Vojnik. Produkcija je počela u aprilu 2013.godine u Menhetnu, Kalifornija a snimanje je takođe bilo smešteno u Vašington I Klivlend, Ohajo. Film je premijerno pušten u Los Anđelesu 13. marta 2014. Kapetan Amerika Zimski Vojnik bio izašao internacionalno 26 marta I 4 aprila u Severnoj Americi.
ČUVARI GALAKSIJE (2014)
Piter Kvil/Star-Lord I grupa nespretnjakovića uključujući Gamoru, Raketu, Draksa Razbijača I Gruta koje se bore sa sačuvaju moćnu sferu od kandži zlog Ronana. Nikol Periman je počeo da piše scenario 2009.godine. Marvel studio proglasio da su u izradi Čuvari Galaksije u julu 2012. Film je režirao Džejms Gan koji je baziran na scenariju iz februara 2013. Godine, Kris Prat bio je izabran za glavnu ulogu kao Piter Kvil/Star-Lord. Film je počeo snimanje u studiju Šepton u Londonu od jula do oktobra 2013, a post produkcija rađena I završena 7 jula 2014. Film je Imao premijeru  21 Jula, 2014 u Holivudu. Čuvari Galaksije bili su pušteni u Engleskoj 31 Jula 2014. a u Severnoj Americi 1 Augusta.
OSVETNICI : ERA ALTRONA
Kapetan Amerika, Ajronmen, Tor, Hulk, Crna Udovica i Hokaj moraju da rade zajedno kao Osvetnici kako bi porazili Altrona, tehničkog neprijatelja koji želi da dovode ljudski rod do izumiranja, dok se susreću sa moćnim blizancima
Džoš Veldon, pisac i reditelj Osvetnika i Osvetnika: Era Altrona
Pijetro i Vanda Maksimof, kao i novim entitetom Viženom. Nastavak Osvetnika je objavljen od Diznija u maju 2012, odmah nakon izlaska prvog filma. U augustu 2012, Džoš Veldon je potpisao da se vraća kao pisac i režiser. U junu 2013 Dovni prihvata dogovor da obnovi ulogu Ajronmena za drugi i treći film Osvetnika. 20. jula 2013 u San Dijegu Komik Kon internacionalno, Veldon je proglasio da je naziv za film Era Altrona. U augustu 2013.godine, Džejms Spajder bio proglašen za ulogu Altrona. Drugi deo snimanja počeo 11. februara 2014.godine u Johanezburgu, Južna Afrika. Prva fotografija je uslikana početkom marta 2014.godine Šepton studiju u Sureju, Engleska, sa dodatnim snimanjem u Fort Bardu i još nekoliko lokacija u Aosta Valeju u Italiji, i Seul, Južna Koreja. Snimanje je zavšeno 6. augusta 2014. Osvetnici Era Altrona je imala svetsku premijeru u Los Anđelesu 13. aprila 2015. a internacionalni izlazak je počeo 22. aprila i 1. maja u Severnoj Americi. Film potvrđuje dragulj u Lokijevom posedu koji je beskrajan kamen, sa moćima nazvan Mozak kamen, Brolin se pojavljuje kao Tanos koji drži beskrajnu rukavicu.
Čovek-mrav (2015)
Lopov Skot Leng mora da pomogne mentoru i doktoru Hanku Pejmu sa zaštitom misteriozne "čovek-mrav" tehnologije, koja omogućava korisniku da se smanji ali i povećava njegovu snagu od raznih opasnosti kako bi zaštitio Zemlju, Čovek-mrava je režirao Pejton Rid sa scenarijem koji su napisali Edgar Vrajt i Džo Korniš i Adam Mkej sa Paulom Rudom, priča koju su radili Vrajt i Korniš, koja uključuje Skot Lenga i Henka Pajma. Edgar Vrajt bio je pristao da režira i napiše film, ali je projekat napustio 2014. u maju zbog kreativnih neslaganja. U januaru 2013. Feig je izjavio da će Čovek-mrav biti prvi film u fazi tri marvelovog filmskog univerzuma. Međutim u oktobru 2014. je objavio da će film biti poslednji u fazi dva. Pred produkciju koja je počela u oktobru 2013. godine a zvanična snimanja su trajala od augusta do decembra 2014. godine u San Francisku, Fejet Kantri , Džordzija u Pinevudu, Atlanta i Donjem delu Atlante. U decembru 2013. godine Rud je izabran za ulogu Čovek-mrava sve do januara 2014 kada je Majkl Daglas kao Pejm i Rud kao Leng zvanično potvrđeno. Čovek-mrav je imao svetsku premijeru u Los Anđelesu 29 Juna 2015. godine , a bio je pušten u Francuskoj 14. jula i 17. u Severnoj Americi.

## Faza Tri
| Filmovi                        | SAD datum izlaska | Režiseri          | Scenaristi                                                                                        | Producenti              |
| ------------------------------ | ----------------- | ----------------- | ------------------------------------------------------------------------------------------------- | ----------------------- |
| Kapetan Amerika: Građanski Rat | 6. мај 2016.      | Antoni i Džo Ruso | Kristofer Markus & Stefan MekFili                                                                 | Kevin Feig              |
| Doktor Strejndž                | 4. новембар 2016. | Skot Derikson     | Džon Spajts i Skot Derikson & C. Robert Kargil                                                    | Kevin Feig              |
| Čuvari Galaksije Vol. 2        | 5. мај 2017.      | Jejms Gan         | Jejms Gan                                                                                         | Kevin Feig              |
| Spajdermen: Povratak kući      | 7. јул 2017.      | Džon Vats         | Džonatan Goldstein & Džon Francis Delaj i Džon Vats & Kristofer Ford i Kris MekKena & Erik Somers | Kevin Feig i Ami Paskal |
| Tor: Ragnarok                  | 3. новембар 2017. | Taika Vaiti       | Eric Pirson i Kraig Kajl & Kristofer Jost                                                         | Kevin Feig              |
| Crni Panter                    | 16. фебруар 2018. | Rajan Kugler      | Rajan Kugler & Džo Robert Kol                                                                     | Kevin Feig              |
| Osvetnici: Rat Beskaraja       | 27. април 2018.   | Antoni i Džo Ruso | Kristofer Markus & Stefan MekFili                                                                 | Kevin Feig              |

KAPETAN AMERIKA GRAĐANSKI RAT (2016)
Osvetnici postaju dva podeljena i različita tima, jedan predvodi Kapetan Amerika a druge Ajronmen, nakon kolateralne štete, političari podstiču donošenje zakona koji reguliše superherojsku aktivnost uz nadzor vlade i odgovornosti za Osvetnike, dok se suočavaju sa novim neprijateljem, Helmutom Zemom koji traži osvetu protiv Osvetnika.
Anthoni i Džo Russo, direktori Kapetana Amerika: Zimski vojnik i Kapetan Amerika: Građanski rat, takođe se vraćaju za Osvetnike: Rat Beskraja i njegov nastavak.
U januaru 2014. godine Antoni i Džo Ruso su potvrdili da se vraćaju kao režiseri trećeg dela Kapetana Amerike , koji je i potvrđen u martu 2014. godine. Kris Evans se vraća kao Kapetan Amerika, Feig se vraća režiranju, i Kristofer Markus i Stefan Mekfeli pišu scenario, u oktobru 2014, film je zvanično nazvan kao Kapetan Amerika Građanski Rat sa Dovnijem koji će obnoviti ulogu kao Toni Stark/ Ajronmen. Film je adaptacija Građanskog rata iz stripa, ali takođe prvi film početka faze tri. Snimanje je počelo u aprilu 2015 u Pinevudu Atlanta i trajalo je do augusta 2015. Kapetan Amerika Građanski Rat koji je doživeo premijeru u Holivudu 12. aprila 2016. godine, internacionalna premijera je počela 27. aprila  a 6 maja u Severnoj Americi.
DOKTOR STREJNDZ (2016)
Nakon što Stefan Strejndž svetski najbolji neurohirurg doživi saobraćajnu nezgodu koja mu uništi karijeru.on kreće na putovanje kako bi se izlečio gde se susreće sa Drevnom Jedinicom koja ga obučava da koristi Mističnu umetnost kako bi odbranio Zemlju od mističnih pretnja. U junu 2010. godine, Tomas Din Doneli i Džošua Openhejmer bili su zaposleni da napišu scenario za film koji se tiče karaktera Doktora Strejndža. U januaru 2013. Kevin Feig potvrđuje da će doktor Strejndž biti deo treće faze filmova. U junu 2014. Skot Derikson je zapošljen kao režiser. U decembru 2014. Benedikt Kumberbeč bio izabran za ulogu , kao i Džon Spajc bio potvrđen da prepravi scenario. U 2015. u Nepalu, pre nego što se presele u Longgros studio u UK mesec dana kasnije. Snimanje je uključivalo i Nju Jork u aprilu 2016. Doktor Strejndž imao premijeru u Hong Kongu 13. oktobra 2016. godine i izlazak u UK 25. oktobra 2016. a 4. novembra u Americi.
ČUVARI GALAKSIJE VOL. 2 (2017)
Čuvari Galaksije putuju kroz kosmos kako bi sačuvali svoju novonađenu familiju zajedno kako bi pomogli Piteru Kvilu oko njegovih pravih roditelja i suoče se sa novim neprijateljima. U julu 2014. Čuvari Galaksije i njihov pisac potvrdio da se Gan vraća da režira i piše nastavak. Kris Prat vraća se u nastavku kao Piter Kvil / Star-Lord , zajedno sa ostalim Čuvarima iz prvog filma . Pridružuje im se Pom Klemtif kao Mentis, i Kurt Rasel kao Ego. U junu 2015. film je nazvan Čuvari Galaksije Vol 2 . Snimanje je počelo u februaru 2016. u Pinevudu, Atlanta i trajalo je do juna 2016. Čuvari Galaksije Vol 2 premijeru su imali 10. aprila u Tokiju 2017. i 5 maja 2017.
Džejmes Gan, direktor Čuvara Galaksije i njegovog nastavka, Čuvari galaksije Vol. 2 i Vol. 3
SPAJDERMEN POVRATAK KUĆI (2017)
Piter Parker pokušava da balansira da bude heroj i srednjoškolac pod vodstvom Tonija Starka, dogovor radi opasnosti zbog Vultura. Početkom februara 2015. Soni Pikčers i Marvel objavljuje da Soni će izbaciti Spajdermena kao projekat Marvelovog studija predsednik Feig i Ami Paskal, sa Soni Pikčers nastavljaju po svom, finansije i distribuciju i ostale kreativne kontrole za Spajdermen filmovima. U aprilu 2015. Feig potvrđuje da karakter kao Piter Parker i dodat kao Marvelov, na tome se radi još od kraja oktobra 2014, kada je objavljeno da će biti deo faze od tri filma. U junu 2015. Tom Holand je izbran za ulogu Spajdermena a Džon Vatc bio je unajmljen za režiju, a sledećeg meseca Džon Fransis Delaj i Džonatan Golstein bili su unajmljeni za scenario . Dodatni scenaristi uključujući Vatca i Kristofera Forda i Krisa Mekena, Erik Somers. U aprilu 2016. nazvan je kao Spajdermen Povratak Kući. Produkcija je počela u junu 2016 Pijnvud Atlanta  i traje do oktobra 2016. Spajdermen Povratak Kući je premijerno pušten u Junu 2017 u Holivudu, a u Ujedinjenom Kraljvstvu 5. jula i u Sjedinjenim Američkim Državama 7. jula u 2017.godini
TOR RAGNAROK (2017)
Tor je zarobljen na drugom svetu bez Mjolnira, mora da preživi gladijatorski duel protiv Hulka i vrati se u Asgard na vreme da zaustavi zlu Helu i nadolazeći Ragnarok. U januaru 2014, Marvel je objavio da je  treći film u izradi, sa Kregom Kajlom i Kristoferom Jostom koji pišu scenario a zvaničan naziv je Tor Ragnarok u oktobru 2014. U oktobru 2015 Taika Vaiti ulazi u pregovore da režira Tor-a Ragnaroka. U decembru 2015. Stefani Folsom bio je zaposlen da prepravi scenario. Godinu dana kasnije, u januaru 2016, bio je izabran Erik Person da napiše scenario sa Kajlom, Jost i Folsom dobili su povernje. Pirson, Kajl i Jost odjednom dobijaju kredit da napišu scenario za film. Hemsvort i Hidlston , Idris Elba I Antoni Hopkins repriziraju svoje uloge kao Tor, Loki, Hajmdal i Odin, kasnije im se pridružuje Kejt Blenčet kao Hela. Produkcija počinje u julu 2016. u Australiji u Vildz Roudšov Studiu, a trajalo je do kraja oktobra 2016. Tor Ragnarok je premijerno u Los Anđelesu 10 oktobra 2017. počeo je internacionalno 24. oktobra, 2017. u Ujedinjenom Kraljevstvu i 3. novembra u Americi.
CRNI PANTER (2018)
T-a Čala vraća se kući u Vakandu kako bi učestvovao u duelu da bi postao kralj i zaštnik, boreći se duže vreme u konfliktu koji bi mogao da ima globalne posledice. Stvaralac dokumentaraca Mark Balej bio je unajmljen za pisanje scenarija za Crnog Pantera u januaru 2011. u oktobru 2014. Film je potvrđen a Čedvik Bozeman je izabran za T-a Čalu/ Crni Panter. U januaru 2016. Rajan Kugler bio je proglašen za režisera i sledećeg meseca Džo Robert Kol bio je potvrđen kao scenarista. U aprilu 2016. Feig potvrđuje da je Kugler takođe pisac. Snimanje je počelo u januaru 2017. u EUE/Skrin Džemsu Studiu u Atlanti, i trajalo je do aprila 2017. Crni panter je premijerno pušten u Los Anđelesu 29. januara 2018. a počeo je internacionalno u februaru 13. 2018.godine 16. februara u Americi. Film je takođe imao premijeru Africi kao prvi Dizni film.
OSVETNICI RAT BESKRAJA (2018)
Osvetnici udružuju snage za Čuvarima Galaksije za borbu protiv Tanosa, koji pokušava da skupi svo beskrajno kamenje. Film je objavljen u 2014 kao Osvetnici Rat Beskraja prvi deo. U aprilu 2015. Marvel objavljuje da Antoni i Ruso će režirati film u maju, tada Kristofer Markus i Stefan Mekfeli pišu scenario. U julu 2016. Marvel otkriva da je naziv skraćen na Osvetnici Rat Beskraja. Brolin će ponoviti ulogu Tanosa i veliki broj glumaca koji su deo Marvelovog filma. Snimanje počinje u Januaru 2017. u Atlanti i traje do Jula 2017. Dodatno dosnimavanje je bilo smešteno u Škotsku. Osvetnici Rat Beskraja premijerno je pušten u Los Anđelesu 23 Aprila 2018. A svetsku premijeru 27. aprila , sa par prikazivanja koja su počela ranije 25. aprila u nekim državama. Film je smešten 2 godine posle događaja iz Kapetana Amerike Građanski Rat . Marvel je planirao Rat Beskraja još od ranijih filmova kako bi uveli Beskrajno kamenje, kao Kristofer Markus Tesarekt / Svemirski kamen u Kapetanu Americi Prvi Osvetnik, Loki scepter/ Kamen Uma u Osvetnicima, Iter /Kamen realnosti u Toru Mračni Svet, Sfera/Kamen moći iz Čuvara Galaksije i Oko Agamato/Vremenski kamen iz Doktora Strejndža. Narovno Tanos koji drži prazno Beskrajnu rukavicu u Osvetnicima Era Altrona. Crvena Lobanja iz Kapetana Amerike Prvi Osvetnik pojavljuje se u filmu kojeg igra Ros Marguand i koji čuva poslednji kamen Beskrajan kamen/ Kamen Duše. U sceni posle odjavne špice vidi se Nik Fjuri kako šalje signal sa starog pejdžera, koji nagoveštava Kapetan Marvel.

## Ponavljajuće uloge i likovi
| Bruce BannerHulk                  | | Mark Ruffalo                 | |                      | |                      |                                                                                                  | Edward Norton Lou FerrignoV                                                                      | Mark Ruffalo               | | Mark Ruffalo      | |                    |                    |                    |                            |             |                   |  |  |             |             |  |  |            |
| James "Bucky" BarnesZimski vojnik | Sebastian Stan                                                                                               | Sebastian Stan               | Sebastian Stan                                                                                               | Sebastian Stan       | |                      |                                                                                                  |                                                                                                  |                            | |                   | |                    |                    |                    |                            |             |                   |  |  |             |             |  |  |            |
| Clint BartonHokaj                 | | Jeremy Renner                | | Jeremy Renner        | |                      |                                                                                                  |                                                                                                  |                            | | Jeremy Renner     | |                    |                    |                    |                            |             |                   |  |  |             |             |  |  |            |
| Peggy Carter                      | Hayley Atwell                                                                                                | Hayley Atwell                | | Hayley Atwell        | |                      |                                                                                                  |                                                                                                  |                            | |                   | |                    |                    |                    |                            |             |                   |  |  |             |             |  |  |            |
| Phil Coulson                      | style="background-color:lightgrey;" data-ve-attributes="{"style":"background-color:lightgrey;"}"             | Clark Gregg                  | colspan="2" style="background-color:lightgrey;" data-ve-attributes="{"style":"background-color:lightgrey;"}" | Clark Gregg          | colspan="3" style="background-color:lightgrey;" data-ve-attributes="{"style":"background-color:lightgrey;"}" | Clark Gregg          | style="background-color:lightgrey;" data-ve-attributes="{"style":"background-color:lightgrey;"}" | Clark Gregg                                                                                      |                            | |                   | |                    |                    |                    |                            |             |                   |  |  |             |             |  |  |            |
| Drax the Destroyer                | style="background-color:lightgrey;" data-ve-attributes="{"style":"background-color:lightgrey;"}"             | Dave Bautista                | colspan="4" style="background-color:lightgrey;" data-ve-attributes="{"style":"background-color:lightgrey;"}" | Dave Bautista        | colspan="4" style="background-color:lightgrey;" data-ve-attributes="{"style":"background-color:lightgrey;"}" | -                    | Nick Fury                                                                                        |                                                                                                  | Samuel L. Jackson          | | Samuel L. Jackson | Samuel L. Jackson                                                                                            |                    |                    |                    | Samuel L. Jackson          |             | Samuel L. Jackson |  |  |             |             |  |  |            |
| Gamora                            | style="background-color:lightgrey;" data-ve-attributes="{"style":"background-color:lightgrey;"}"             | Zoe Saldana                  | colspan="4" style="background-color:lightgrey;" data-ve-attributes="{"style":"background-color:lightgrey;"}" | Zoe Saldana          | colspan="4" style="background-color:lightgrey;" data-ve-attributes="{"style":"background-color:lightgrey;"}" | -                    | Groot                                                                                            | style="background-color:lightgrey;" data-ve-attributes="{"style":"background-color:lightgrey;"}" | Vin DieselV                | colspan="4" style="background-color:lightgrey;" data-ve-attributes="{"style":"background-color:lightgrey;"}" | Vin DieselV       | colspan="4" style="background-color:lightgrey;" data-ve-attributes="{"style":"background-color:lightgrey;"}" | -                  | Heimdall           |                    | Idris Elba                 |             |                   |  |  |             |             |  |  | Idris Elba |
| Maria Hill                        | | Cobie Smulders               | | Cobie Smulders       | |                      |                                                                                                  |                                                                                                  |                            | |                   | |                    |                    |                    |                            |             |                   |  |  |             |             |  |  |            |
| Harold "Happy" Hogan              | | Jon Favreau                  | |                      | |                      |                                                                                                  |                                                                                                  | Jon Favreau                | Jon Favreau                                                                                                  |                   | |                    |                    |                    |                            |             |                   |  |  |             |             |  |  |            |
| Korath                            | colspan="4" style="background-color:lightgrey;" data-ve-attributes="{"style":"background-color:lightgrey;"}" | Djimon Hounsou               | style="background-color:lightgrey;" data-ve-attributes="{"style":"background-color:lightgrey;"}"             | Djimon Hounsou       | colspan="4" style="background-color:lightgrey;" data-ve-attributes="{"style":"background-color:lightgrey;"}" | -                    | Scott Lang Čovek-mrav                                                                            | Paul Rudd                                                                                        | Paul Rudd                  | | Paul Rudd         | |                    |                    |                    |                            |             |                   |  |  |             |             |  |  |            |
| Loki                              | | Tom Hiddleston               | |                      | |                      |                                                                                                  |                                                                                                  |                            | | Tom Hiddleston    | |                    |                    |                    |                            |             |                   |  |  |             |             |  |  |            |
| Mantis                            | style="background-color:lightgrey;" data-ve-attributes="{"style":"background-color:lightgrey;"}"             | Pom Klementieff              | colspan="4" style="background-color:lightgrey;" data-ve-attributes="{"style":"background-color:lightgrey;"}" | Pom Klementieff      | colspan="4" style="background-color:lightgrey;" data-ve-attributes="{"style":"background-color:lightgrey;"}" | -                    | Wanda MaximoffScarlet Witch                                                                      |                                                                                                  | Elizabeth Olsen            | | Elizabeth Olsen   | |                    |                    |                    |                            |             |                   |  |  |             |             |  |  |            |
| Nebula                            | style="background-color:lightgrey;" data-ve-attributes="{"style":"background-color:lightgrey;"}"             | Karen Gillan                 | colspan="4" style="background-color:lightgrey;" data-ve-attributes="{"style":"background-color:lightgrey;"}" | Karen Gillan         | colspan="4" style="background-color:lightgrey;" data-ve-attributes="{"style":"background-color:lightgrey;"}" | -                    | Okoye                                                                                            | style="background-color:lightgrey;" data-ve-attributes="{"style":"background-color:lightgrey;"}" | colspan="2" \|Danai Gurira | colspan="8" style="background-color:lightgrey;" data-ve-attributes="{"style":"background-color:lightgrey;"}" | -                 | Peter ParkerSpajdermen                                                                                       |                    | Tom Holland        |                    | Tom Holland                |             |                   |  |  | Max Favreau | Tom Holland |  |  |            |
| Virginia "Pepper" Potts           | | Gwyneth Paltrow              | |                      | |                      |                                                                                                  |                                                                                                  | Gwyneth Paltrow            | Gwyneth Paltrow                                                                                              |                   | |                    |                    |                    |                            |             |                   |  |  |             |             |  |  |            |
| Peter QuillStar-Lord              | style="background-color:lightgrey;" data-ve-attributes="{"style":"background-color:lightgrey;"}"             | Chris Pratt                  | colspan="4" style="background-color:lightgrey;" data-ve-attributes="{"style":"background-color:lightgrey;"}" | Chris Pratt          | colspan="4" style="background-color:lightgrey;" data-ve-attributes="{"style":"background-color:lightgrey;"}" | -                    | James "Rhodey" RhodesWar Machine / Iron Patriot                                                  |                                                                                                  | Don Cheadle                | | Don Cheadle       | |                    |                    |                    | Terrence HowardDon Cheadle |             |                   |  |  |             |             |  |  |            |
| Rocket                            | style="background-color:lightgrey;" data-ve-attributes="{"style":"background-color:lightgrey;"}"             | Bradley CooperV              | colspan="4" style="background-color:lightgrey;" data-ve-attributes="{"style":"background-color:lightgrey;"}" | Bradley CooperV      | colspan="4" style="background-color:lightgrey;" data-ve-attributes="{"style":"background-color:lightgrey;"}" | -                    | Steve RogersKapetan Amerika                                                                      | Chris Evans                                                                                      | Chris Evans                | | Chris Evans       | |                    |                    |                    |                            | Chris Evans | Chris Evans       |  |  |             |             |  |  |            |
| Natasha RomanoffCrna Udovica      | | Scarlett Johansson           | | Scarlett Johansson   | |                      |                                                                                                  |                                                                                                  | Scarlett Johansson         | |                   | |                    |                    |                    |                            |             |                   |  |  |             |             |  |  |            |
| Ronan the Accuser                 | colspan="4" style="background-color:lightgrey;" data-ve-attributes="{"style":"background-color:lightgrey;"}" | Lee Pace                     | style="background-color:lightgrey;" data-ve-attributes="{"style":"background-color:lightgrey;"}"             | Lee Pace             | colspan="4" style="background-color:lightgrey;" data-ve-attributes="{"style":"background-color:lightgrey;"}" | -                    | Thaddeus "Thunderbolt" Ross                                                                      |                                                                                                  | William Hurt               | | William Hurt      | |                    |                    | William Hurt       |                            |             |                   |  |  |             |             |  |  |            |
| Erik Selvig                       | | Stellan Skarsgård            | |                      | |                      |                                                                                                  |                                                                                                  |                            | | Stellan Skarsgård | |                    |                    |                    |                            |             |                   |  |  |             |             |  |  |            |
| Shuri                             | style="background-color:lightgrey;" data-ve-attributes="{"style":"background-color:lightgrey;"}"             | colspan="2" \|Letitia Wright | colspan="8" style="background-color:lightgrey;" data-ve-attributes="{"style":"background-color:lightgrey;"}" | -                    | Tony StarkAjronmen                                                                                           |                      | Robert Downey, Jr.                                                                               |                                                                                                  | Robert Downey, Jr.         | |                   | | Robert Downey, Jr. | Robert Downey, Jr. | Robert Downey, Jr. |                            |             |                   |  |  |             |             |  |  |            |
| Stephen Strange                   | | Benedict Cumberbatch         | colspan="3" style="background-color:lightgrey;" data-ve-attributes="{"style":"background-color:lightgrey;"}" | Benedict Cumberbatch | colspan="4" style="background-color:lightgrey;" data-ve-attributes="{"style":"background-color:lightgrey;"}" | Benedict Cumberbatch |                                                                                                  |                                                                                                  |                            | |                   | |                    |                    |                    |                            |             |                   |  |  |             |             |  |  |            |
| T'ChallaCrni Panter               | | Chadwick Boseman             | Chadwick Boseman                                                                                             | Chadwick Boseman     | |                      |                                                                                                  |                                                                                                  |                            | |                   | |                    |                    |                    |                            |             |                   |  |  |             |             |  |  |            |
| Thor                              | | Chris Hemsworth              | |                      | | Chris Hemsworth      |                                                                                                  |                                                                                                  |                            | | Chris Hemsworth   | |                    |                    |                    |                            |             |                   |  |  |             |             |  |  |            |
| Taneleer TivanSkupljač            | style="background-color:lightgrey;" data-ve-attributes="{"style":"background-color:lightgrey;"}"             | Benicio del Toro             | colspan="4" style="background-color:lightgrey;" data-ve-attributes="{"style":"background-color:lightgrey;"}" | Benicio del Toro     | colspan="3" style="background-color:lightgrey;" data-ve-attributes="{"style":"background-color:lightgrey;"}" | Benicio del Toro     |                                                                                                  |                                                                                                  |                            | |                   | |                    |                    |                    |                            |             |                   |  |  |             |             |  |  |            |
| Hope van DyneOsa                  | Evangeline Lilly                                                                                             | Evangeline Lilly             | |                      | |                      |                                                                                                  |                                                                                                  |                            | |                   | |                    |                    |                    |                            |             |                   |  |  |             |             |  |  |            |
| Vision                            | | Paul Bettany                 | | Paul Bettany         | |                      |                                                                                                  |                                                                                                  |                            | |                   | |                    |                    |                    |                            |             |                   |  |  |             |             |  |  |            |
| Sam WilsonFalkon                  | Anthony Mackie                                                                                               | Anthony Mackie               | | Anthony Mackie       | |                      |                                                                                                  |                                                                                                  |                            | |                   | |                    |                    |                    |                            |             |                   |  |  |             |             |  |  |            |
| Wong                              | style="background-color:lightgrey;" data-ve-attributes="{"style":"background-color:lightgrey;"}"             | Benedict Wong                | colspan="3" style="background-color:lightgrey;" data-ve-attributes="{"style":"background-color:lightgrey;"}" | Benedict Wong        | colspan="5" style="background-color:lightgrey;" data-ve-attributes="{"style":"background-color:lightgrey;"}" |                      |                                                                                                  |                                                                                                  |                            | |                   | |                    |                    |                    |                            |             |                   |  |  |             |             |  |  |            |

## Odziv
| Filmovi                        | SAD datum izlaska | Box office gross | Box office gross  | Box office gross | Za sva vremena | Za sva vremena | Budzet           | Ref(s)          |
| Filmovi                        | SAD datum izlaska | SAD i Kanada     | Ostale teritorije | Širom sveta      | SAD i Kanada   | Širom sveta    | Budzet           | Ref(s)          |
| ------------------------------ | ----------------- | ---------------- | ----------------- | ---------------- | -------------- | -------------- | ---------------- | --------------- |
| Ajronmen                       | Maj 2, 2008       | $318,412,101     | $266,762,121      | $585,174,222     | 61             | 147            | $140 miliona     | [ 124 ]         |
| Neverovatni Hulk               | Jun 13, 2008      | $134,806,913     | $128,620,638      | $263,427,551     | 410            | 515            | $150 miliona     | [ 125 ]         |
| Ajronmen 2                     | Maj 7, 2010       | $312,433,331     | $311,500,000      | $623,933,331     | 66             | 129            | $200 miliona     | [ 126 ]         |
| Tor                            | Maj 6, 2011       | $181,030,624     | $268,295,994      | $449,326,618     | 231            | 224            | $150 miliona     | [ 127 ]         |
| Kapetan Amerika: Prvi Osvetnik | Jul 22, 2011      | $176,654,505     | $193,915,269      | $370,569,774     | 247            | 301            | $140miliona      | [ 128 ]         |
| Marvelovi Osvetnici            | Maj 4, 2012       | $623,357,910     | $895,455,078      | $1,518,812,988   | 6              | 6              | $220 miliona     | [ 129 ]         |
| Ajronmen 3                     | Maj 3, 2013       | $409, 013, 994   | $805,797,258      | $1,214,811,252   | 24             | 15             | $178,4 miliona   | [ 130 ] [ 131 ] |
| Tor: Mračni Svet               | Novembar 8, 2013  | $206,362,140     | $438,209,262      | $644,571,402     | 181            | 120            | $152,7 miliona   | [ 132 ] [ 131 ] |
| Kapetan Amerika: Zimski Vojnik | April 4, 2014     | $259,766,572     | $454,497,695      | $714,264,267     | 104            | 97             | $177 miliona     | [ 133 ] [ 134 ] |
| Čuvari Galaksije               | August 1, 2014    | $333,176,600     | $440,152,029      | $773,328,629     | 54             | 82             | $195,9miliona    | [ 135 ] [ 136 ] |
| Osvetnici: Era Altrona         | Maj 1, 2015       | $459,005,868     | $946,397,826      | $1,405,403,694   | 15             | 8              | $365,5 miliona   | [ 137 ] [ 138 ] |
| Čovek-mrav                     | Jul 17, 2015      | $180,202,163     | $339,109,802      | $519,311,965     | 233            | 182            | $109,3 miliona   | [ 139 ] [ 138 ] |
| Kapetan America: Građanski Rat | Maj 6, 2016       | $408, 084, 349   | $745,220,146      | $1,153,304,495   | 25             | 17             | $250 miliona     | [ 140 ]         |
| Doktor Strjndz                 | Novembar 4, 2016  | $232,641,920     | $445,076,475      | $677,718,395     | 139            | 109            | $165 miliona     | [ 141 ]         |
| Čuvari Galaksije Vol. 2        | Maj 5, 2017       | $389,813,101     | $473,942,950      | $863,756,051     | 32             | 61             | $200 miliona     | [ 142 ]         |
| Spajdermen: Povratak kući      | Jul 7, 2017       | $334,201,140     | $545,965,784      | $880,166,924     | 52             | 53             | $175 miliona     | [ 143 ]         |
| Tor: Ragnarok                  | Novembar 3, 2017  | $315,058,289     | $538,918,837      | $853,977,126     | 65             | 63             | $180 miliona     | [ 144 ]         |
| Crni Panter                    | Februar 16, 2018  | $696,961,785     | $645,827,230      | $1,342,789,015   | 3              | 9              | $205 miliona     | [ 145 ]         |
| Osvetnici: Rat Beskraja        | April 27, 2018    | $566,360,959     | $1,136,500,000    | $1,702,860,959   | 8              | 4              | $358 miliona     | [ 146 ]         |
| Ukupno                         | Ukupno            | $6,537,344,264   | $10,020,164,394   | $16,557,508,658  | 1              | 1              | $3.712 milijarda | [ 147 ] [ 148 ] |

## Kritika publike
| Filmovi                         | Rotten Tomatoes     | Metakritika       |
| ------------------------------- | ------------------- | ----------------- |
| Ajronmen                        | 94% (268 komentari) | 79 (38 komentari) |
| Neverovatni Hulk                | 67% (225 komentari) | 61 (38 komentari) |
| Ajronmen 2                      | 73% (280 komentari) | 57 (40 komentari) |
| Tor                             | 77% (271 komentari) | 57 (40 komentari) |
| Kapetan Amerika: Prvi Osvetnik  | 79% (253 komentari) | 66 (43 komentari) |
| Marvelovi Osvetnici             | 92% (330 komentari) | 69 (43 komentari) |
| Ajronmen 3                      | 80% (300 komentari) | 62 (44 komentari) |
| Tor: Mračni Svet                | 66% (256 komentari) | 54 (44 komentari) |
| Kapetan Amerika: Zimski Vojnik  | 89% (274 komentari) | 70 (47 komentari) |
| Čuvari Galaksije                | 91% (298 komentari) | 76 (52 komentari) |
| Osvetnici: Era Altrona          | 75% (327 komentari) | 66 (49 komentari) |
| Čovek-mrav                      | 82% (288 komentari) | 64 (43 komentari) |
| Kapetan Amerika: Građeviski Rat | 91% (363 komentari) | 75 (52 komentari) |
| Doktor Strejndž                 | 89% (313 komentari) | 72 (49 komentari) |
| Čuvari Galaksije Vol. 2         | 83% (341 komentari) | 67 (47 komentari) |
| Spider-Man: Povratak Kući       | 92% (317 komentari) | 73 (51 komentari) |
| Tor: Ragnarok                   | 92% (333 komentari) | 74 (51 komentari) |
| Crni Panter                     | 97% (372 komentari) | 88 (55 komentari) |
| Osvetnici: Rat Beskraja         | 84% (328 komentari) | 68 (53 komentari) |
| Prosečno                        | 84%                 | 68                |